# Deserto del Thar
Il Thar (noto anche come Tharr o Grande Deserto Indiano) è una regione desertica e semi-desertica del subcontinente indiano, situata nello stato del Rajasthan (India) a est del corso inferiore dell'Indo. Costituisce un'ecoregione terrestre definita dal WWF (codice ecoregione: IM1304).
Nel Pakistan sud-orientale il Thar sfuma gradualmente nel Cholistan. Il Cholistan si estende attraverso la parte sud-orientale del Punjab e quella orientale del Sindh. Metà del suo territorio è costituita da distese di sabbia, con caratteristiche dune.
Assieme, le due aree desertiche ricoprono una superficie di circa 273.000 km².

## Geografia

### Posizione ed estensione
Oltre i due terzi del deserto ricadono entro i confini del Rajasthan, il resto è situato nel settore meridionale degli stati dell'Haryana e del Punjab e in quello settentrionale del Gujarat. Il deserto è delimitato a nord-ovest dal fiume Sutlej, a est dalla catena degli Aravalli, a sud da una vasta palude salmastra nota come Rann di Kutch e a ovest dall'Indo.
La superficie del Thar varia a seconda di quanta fascia di transizione costituita da savana spinosa viene considerata entro i suoi confini. Secondo il WWF, il Thar copre una superficie di 238.700 km². L'ecoregione delle foreste spinose nord-occidentali che lo circonda, invece, si estende per oltre 488.300 km².

### Formazione
La genesi del deserto del Thar è tuttora oggetto di dibattito tra gli scienziati. Alcuni sostengono che la sua origine risalga ad un'epoca compresa tra i 4000 e i 10.000 anni fa. Secondo altri, invece, l'inaridirsi di questa zona avrebbe avuto inizio solo molto più tardi, tra il 2000 e il 1500 a.C. In ogni caso, il deserto ha avuto origine in seguito al prosciugamento del corso del fiume Ghaggar, a est dell'Indo. Attualmente tale fiume trasporta acqua solamente durante la stagione dei monsoni e si disperde nelle sabbie del settore nord-orientale del Thar. Grazie alle moderne tecniche di telerilevamento, si è scoperto che nel tardo Quaternario sia il cambiamento climatico che uno spostamento delle placche tettoniche hanno avuto un impatto notevole sui fiumi che attraversavano la regione e sul loro prosciugamento. Inoltre, sono stati individuati numerosi «paleocanali» di fiumi ormai asciutti.
Nel Cholistan si trova il letto prosciugato del fiume Hakra, proseguimento del Ghaggar in territorio pakistano.
La maggior parte degli studiosi concorda sul fatto che il paleocanale dell'antico fiume Sarasvati corrisponda al letto dell'attuale Ghaggar. Secondo gli studi, in passato il Sutlej e lo Yamuna riversavano le loro acque direttamente nel letto del Ghaggar. Gli studi indicano che il Sutlej costituiva la principale fonte d'acqua del Ghaggar. In seguito ad un'attività tettonica recente, il corso del Sutlej si è diretto ad ovest e quello dello Yamuna verso est, e il Ghaggar è andato incontro al prosciugamento.
Il telerilevamento si è rivelato estremamente utile per scoprire paleocanali nelle zone desertiche. Per analizzare le immagini satellitari vengono utilizzate varie tecniche digitali. Secondo molti ricercatori, l'attuale posizione apparentemente disorganizzata dei torrenti del Rajasthan sarebbe dovuta al cambiamento climatico avvenuto durante il Quaternario, soprattutto nel corso dell'Olocene.

### Struttura
Il Thar è prevalentemente un deserto sabbioso, con numerose dune ricoperte da una stentata vegetazione che possono essere alte fino a 150 cm. Le dune sono di tre tipi: trasversali, longitudinali e barcane. Quelle longitudinali, le più numerose, sono disposte da nord-est a sud-ovest, secondo i venti che soffiano durante la stagione secca. Le dune trasversali, perpendicolari alla direzione del vento, si trovano principalmente nel nord-est del Thar. Le barcane (dune a forma di mezzaluna con le estremità sporgenti) si trovano nella parte centrale del Thar.
Circa il 10% del deserto è costituito da dune mobili, il resto da distese di dune fisse, da zone di transizione tra dune e rocce affioranti e da saline. La maggior parte della regione è priva di vegetazione. Le aree che ne sono ricoperte sono generalmente dominate da erbe e arbusti. Nel nord-ovest, il deserto è circondato da una cintura di foreste spinose.
Nel complesso, il Thar digrada verso la piana dell'Indo e la sua superficie è interrotta principalmente solo dalle dune. Le dune più alte si trovano nel sud, mentre al nord raggiungono solamente un'altezza di circa 16 m. La catena degli Aravalli, a sud-est, rappresenta una sorta di barriera che, con il suo clima umido, impedisce al deserto di espandersi ad est verso la valle del Gange.
Il suolo della zona arida è prevalentemente sabbioso, in parte sabbioso-argilloso. La sua consistenza e profondità variano a seconda della topografia. Lo strato di limo è particolarmente spesso e contiene tracce di minerali argillosi, carbonato di calcio o gesso. Il pH del terreno varia tra circa 7 e 9,5. La fertilità del terreno aumenta spostandosi da ovest ad est. L'acqua è molto rara e si incontra tra 30 e 120 m di profondità.

### Clima

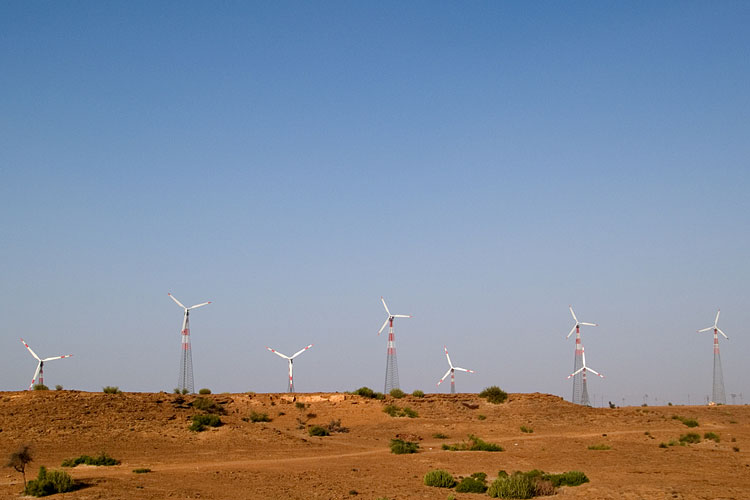
Parco eolico vicino Jaisalmer.

Il clima è caratterizzato da estreme variazioni di temperatura, con valori che vanno dal punto di congelamento in inverno ai 50 °C in estate. Talvolta, in inverno, le gelate notturne possono danneggiare la vegetazione. Le precipitazioni annue sono inferiori ai 150 mm nella parte occidentale, ma si aggirano sui 350 mm nella parte orientale, ai piedi della catena degli Aravalli. In generale, le precipitazioni sono estremamente irregolari sia per entità che per periodicità. Quasi tutta la pioggia, tuttavia, cade durante forti temporali durante il passaggio del monsone di sud-ovest, tra luglio e settembre.
Analogamente variabile è la velocità del vento: in inverno esso soffia a 3 km/h e in maggio e giugno, in media, a 32 km/h. In estate, il vento genera solitamente tempeste di sabbia che possono raggiungere i 130 km/h, che possono depositare sugli edifici uno strato di sabbia spesso fino a 7 cm. Le acque sotterranee sono difficili da raggiungere e contaminate dal sale, quindi nel deserto non vi sono oasi.

### Fauna
A causa della varietà del paesaggio, costituito da dune, colline e pianure di ghiaia, la vegetazione e la fauna del Thar sono piuttosto ricche, pur trattandosi di una zona arida. Qui vivono 23 specie di sauri e 25 specie di serpenti, molte delle quali endemiche.
Nel deserto si possono trovare alcune specie che in altre parti dell'India sono divenute ormai estremamente rare. Tra esse ricordiamo l'otarda indiana (Ardeotis nigriceps), l'antilope cervicapra (Antilope cervicapra), la gazzella indiana (Gazella bennettii) e, nel Rann di Kutch, l'asino selvatico asiatico (Equus hemionus khur).
È degno di nota come questi animali riescano a sopravvivere in queste difficili condizioni ambientali, con temperature elevate e mancanza di acqua e di forme di vegetazione più grandi di sparute pianticelle. Essi hanno evoluto eccellenti strategie di sopravvivenza, hanno dimensioni più piccole di quelle dei loro parenti che vivono in altri ambienti, e hanno abitudini prevalentemente notturne.
La popolazione dei Bishnoi, stabilitasi qui da molto tempo, è particolarmente impegnata nella protezione degli animali nel Rajasthan. I membri di tale comunità, infatti, credono di reincarnarsi, dopo la morte, in antilopi cervicapra.
Il parco nazionale del Deserto a Jaisalmer, che si estende su una superficie di poco più di 3000 km², è un buon esempio rappresentativo dell'ecosistema del Thar, e ospita la fauna caratteristica della regione. Qui, oltre alle specie a cui prima abbiamo accennato, si possono trovare facilmente anche volpi rosse, volpi del Bengala, lupi, leopardi e altre creature. I resti di bivalvi marini e i tronchi d'albero fossilizzati che si trovano nel parco testimoniano la storia geologica di questo deserto. La regione costituisce un paradiso per gli uccelli migratori e stanziali del deserto. Di conseguenza qui si possono osservare aquile, falchi, albanelle, poiane e avvoltoi. Tra essi, particolarmente comuni sono il biancone (Circaetus gallicus), l'aquila rapace (Aquila rapax), l'aquila anatraia maggiore (Aquila clanga) e il falco laggar (Falco jugger).
Il santuario di Tal Chhapar, una piccola riserva situata a Churu, a 210 km da Jaipur, è la dimora di una numerosa popolazione di antilopi cervicapra. Inoltre qui vivono volpi rosse (con una particolare sottospecie adattata alla vita nel deserto) e gatti selvatici, nonché uccelli tipici della regione come pernici e grandule.

## Popolazione

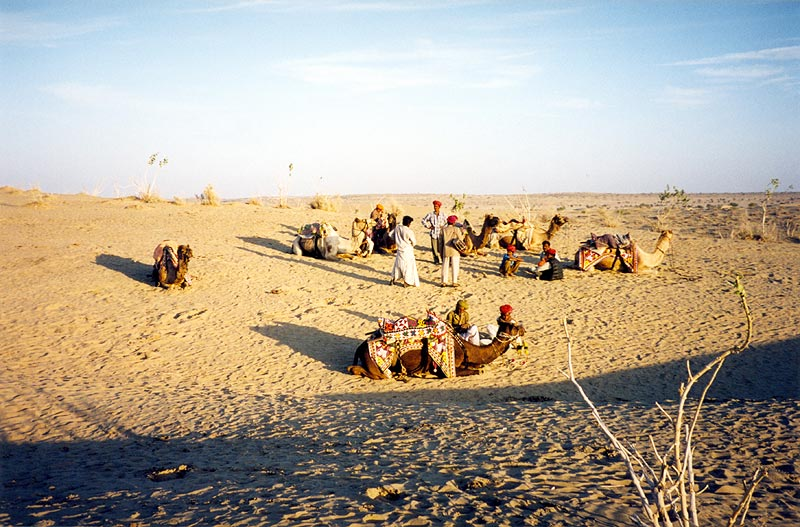
Nomadi vicino Jaisalmer.

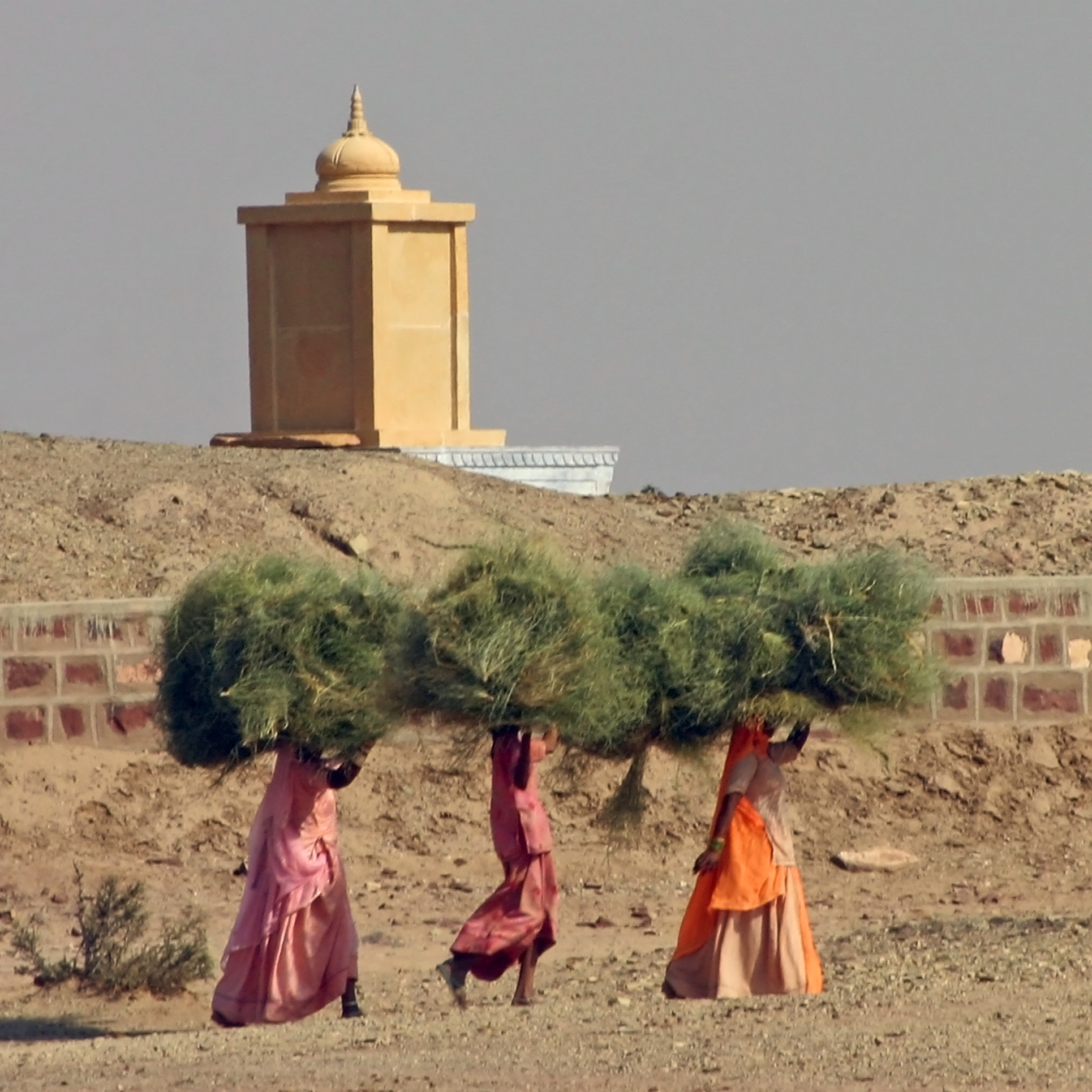
Donne vicino Jodhpur trasportano foraggio per il bestiame.

Il deserto indiano è abitato principalmente da indù e da minoranze musulmane e sikh. Il Cholistan è abitato principalmente da sindhi e kolhi. Lungo il Ghaggar (o Hakra) sono stati rinvenuti molti resti appartenenti alla civiltà della valle dell'Indo, che raggiunse il massimo splendore nel periodo compreso all'incirca tra il 2600 e il 1500 a.C.
Originariamente il Thar era abitato solamente da nomadi allevatori di bestiame, fornitori per generazioni dei migliori cammelli di tutta l'India; tra i loro clienti figuravano principalmente i maharaja di tutto il paese. Dal 1986 nel deserto viene condotta l'acqua proveniente dalla provincia del Punjab attraverso i circa 650 km di lunghezza del Canale Indira Gandhi (noto in precedenza come Canale del Rajasthan). Il canale ha permesso anche un miglioramento nello sfruttamento agricolo della regione. Il programma di irrigazione su larga scala ha fatto sì che in questa regione, che è ormai nota in tutto il mondo per essere la zona desertica con la maggiore densità demografica, la popolazione sia aumentata di dieci volte. Tuttavia, in seguito alla costruzione del canale sono giunti problemi un tempo sconosciuti nella zona, come la malaria e le devastazioni alle colture provocate dai cinghiali. Il tenore di vita della popolazione, dedita prevalentemente all'agricoltura, è ancora molto basso. Gioca un ruolo importante nell'economia della regione anche la lavorazione di pelli e della lana.
Le principali città del deserto, come Jodhpur, Jaisalmer, Bahawalpur e Ajmer, sono collegate tra loro da ferrovie. Jodhpur, la città più grande, è situata ai margini del deserto, in una regione caratterizzata da steppa arbustiva; Bikaner e Jaisalmer, invece, sono situate proprio in mezzo al deserto.
Benché il deserto abbia un'origine naturale, le attività umane hanno avuto un enorme impatto sulla desertificazione della regione. Gli alberi sono stati abbattuti per costruire abitazioni o utilizzati come combustibile. Il continuo pascolare delle greggi dei nomadi, inoltre, ha portato alla pressoché totale scomparsa del manto erboso e alla conseguente diminuzione della fertilità del terreno. Le precipitazioni di conseguenza riescono ancor meno a penetrare nel suolo e il livello della falda freatica è diminuito ancora di più. Fortunatamente per l'ambiente, i Bishnoi si occupano della conservazione della natura anche sotto questo aspetto: per tradizione, infatti, essi non possono tagliare gli alberi o danneggiare le piante erbacee, come ad esempio raccogliere le piante di indaco con il quale si tingono di blu i vestiti, né custodire animali da pascolo come pecore e capre.